# Árnafjørður

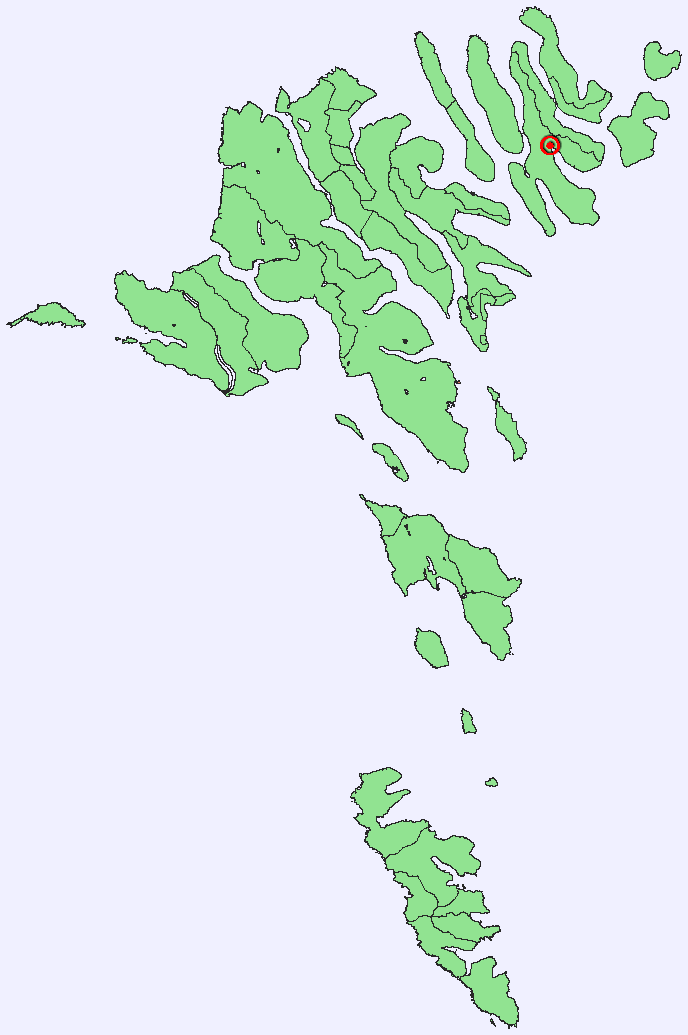
Lage von Árnafjørður

Árnafjørður [ˈɔdnaˌfjøːɹʊɹ] (dänisch: Arnefjord) ist ein Ort der Färöer auf der Nordinsel Borðoy.
- Einwohner: 50  (1. Januar 2011)
- Postleitzahl: FO-727
- Kommune: Klaksvíkar kommuna

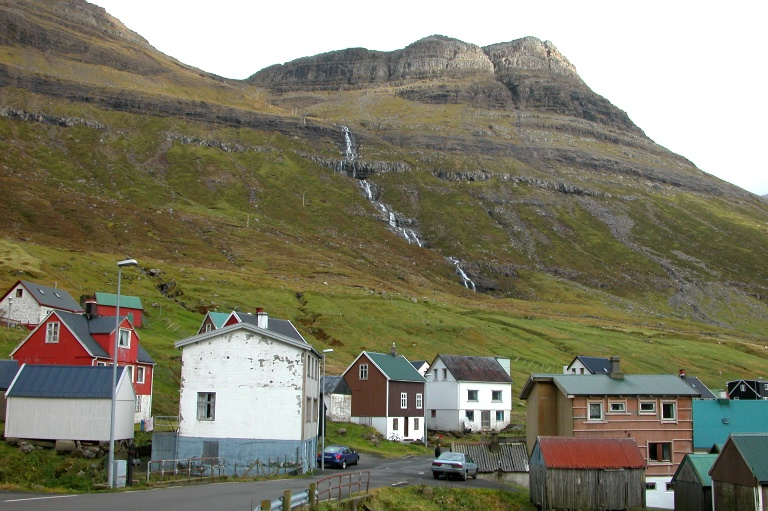
Das kleine Fischerdorf Árnafjørður ist umgeben von hohen Bergen und liegt geschützt in einer Bucht

Árnafjørður liegt am tiefen Fjord, Árnfjarðavík an der Ostküste Borðoys. 
Árnafjørður gilt als einer der Orte, die schon zur Landnahme in der Wikingerzeit auf den Färöern besiedelt waren.
1875 strandete hier ein verlassenes norwegisches Schiff, das randvoll mit Holz beladen war. Auf den baumlosen Färöern ist Holz ein sehr gefragter Baustoff, der immer importiert werden muss (vom Treibholz abgesehen). Die Ladung dieses Schiffes wurde auf einer Auktion versteigert und führte damals zu einer drastischen Senkung der Holzpreise auf den Färöern. Es ist überliefert, dass es dadurch möglich war, für 25 Kronen ein ganzes Haus zu bauen.
Die Schule von Árnafjørður wurde am 27. Oktober 1904 gegründet.